# NGC 414
NGC 414 (NGC 414A) ist eine linsenförmige Galaxie vom Hubble-Typ S0 im Sternbild Fische auf der Ekliptik. Sie ist schätzungsweise 243 Millionen Lichtjahre von der Milchstraße entfernt und hat einen Durchmesser von etwa 50.000 Lichtjahren. Mit PGC 93079 bildet sie ein gravitativ gebundenes Galaxienpaar und gemeinsam mit 21 weiteren Galaxien ist sie Mitglied der NGC 452-Gruppe (LGG 18).

Im selben Himmelsareal befinden sich u. a. die Galaxien NGC 407, NGC 410, IC 1636, IC 1638.
Das Objekt wurde am 22. Oktober 1867 von dem schwedischen Astronomen Per Magnus Herman Schultz entdeckt.